# Ленинское Возрождение
Ле́нинское Возрожде́ние — хутор в Тихорецком районе Краснодарского края России.
Входит в состав Братского сельского поселения.

## Население
| 2002 | 2010 |
| ---- | ---- |
| 542  | ↘490 |

## Улицы
- ул. Восточная,
- ул. Северная,
- ул. Южная[4].